# William Chiarello
William Chiarello (14 mei 1991) is een Braziliaans wielrenner die in 2014 reed voor Clube DataRo de Ciclismo-Bottecchia.

## Overwinningen
2009
 Braziliaans kampioen op de weg, Junioren
2011
Jongerenklassement Ronde van Brazilië
2015
1e etappe Ronde van Uruguay

## Ploegen
- 2014 –  Clube DataRo de Ciclismo-Bottecchia (vanaf 20-6)

Baena · Cabrera · Chiarello · dos Santos · Egídio · Godoy · Melo · Mendes · Panizo · T.Rodrigues · Roux · dos Santos · Silva · Vieira · Weber